# 謀殺啟事
《謀殺啟事》（日語：予告殺人、原作：A Murder is Announced），是一部由 阿加莎·克里斯蒂 於1950年創作的推理小說。

## 改篇作品

### 電視劇

#### 英國電視劇
- Miss Marple 第3集（1985年）
- 《瑪波小姐探案》第4集（2005年）

#### 日本電視劇（2007年）
2007年3月6日，日本電視台曾於「火曜ドラマゴールド」時段以《予告殺人》為題播出，由岸惠子主演。

#### 日本電視劇（2019年）
朝日電視台於2019年4月14日在「日曜Prime」時段播出，由澤村一樹主演。

##### 角色（2019年）

###### 警視廳搜查一課・特別搜查系
| 角色       | 演員     | 粵語配音 | 介紹                                           |
| 相國寺龍也 | 澤村一樹 | 雷霆     | 警部，帶同兩名下屬到「小徑之館」調查殺人事件。 |
| 多多良伴平 | 荒川良良 | 陳卓智   | 刑事。相國寺的部下。                           |
| 月見兔左子 | 蘆名星   | 詹健兒   | 刑事。相國寺的部下，人稱「跳跳子」。           |

###### 「小徑之館」派對參加者
| 角色       | 演員        | 粵語配音 | 介紹 |
| 黒岩怜里   | 大地真央    | 陸惠玲   | 「小徑之館」館主，人稱「怜麗」或「怜麗夫人」，真正身份是黒岩怜里之妹樓里，人稱「樓麗」。                                                     |
| 立花詩織   | 北乃綺      | 陳琴雲   | 「小徑之館」租客，畫家，人稱「立織」。真正身份是砂原炎真。                                                                                   |
| 武類櫻子   | 田島令子    | 雷碧娜   | 留九郎的妻子，人稱「車厘」。 |
| 桃畑鳩兒   | 山本涼介    | 鍾見麟   | 「小徑之館」寄宿者，室內設計工藝家，人稱「咕咕」。                                                                                           |
| 桃畑雉香   | 吉川愛      | 黃昕瑜   | 「小徑之館」寄宿者，陶藝家，鳩兒的妹妹，人稱「咯咯」。真正身份是砂原閑步。                                                                   |
| 美芝       | 露比·莫雷諾 | 沈小蘭   | 「小徑之館」傭人，平時有說謊的習慣，特別喜歡針對「立織」。六年前，她六歲的兒子衝出馬路，被怜里的車撞死，得到怜里一大筆慰問金，還被聘當傭人。 |
| 八矢門馬   | 村杉蟬之介  | 葉振聲   | 牧師，人稱「八門」。 |
| 八矢萬智   | 山口香緒里  | 袁淑珍   | 門馬的妻子，人稱「萬次」。 |
| 品地栗江   | 大後壽壽花  | 魏惠娥   | 「品地與百百的農場」菜園主人，人稱「品地」。                                                                                                 |
| 町田百百子 | 佐藤玲      | 成瑤孆   | 「品地與百百的農場」菜園主人，人稱「百百」。因想起誰是疑兇而被殺。                                                                           |
| 夏目芙美子 | 和泉ちぬ    | 黃麗芳   | 芥川文士的母親。三年前隨文士搬到西多摩郡旭町。                                                                                               |
| 芥川文士   | 鈴木勝大    | 曹啟謙   | 「朝日時報」總編輯。收到倉井久三的付款，刋登在「小徑之館」的謀殺啟事廣告。                                                                   |
| 武類留九郎 | 國廣富之    | 張炳強   | 律師，人稱「布魯克」。 |
| 土田寅美   | 室井滋      | 林丹鳳   | 黑岩怜里的好友，「小徑之館」住客，人稱「土寅」。愛說話，沒有親人，患有頭痛和風濕病。因兇手怕她泄露真相而被殺害。                             |

###### 澀谷東警署
| 角色     | 演員       | 粵語配音 | 介紹 |
| 堂道元治 | 石垣佑磨   | 李鎮然   | 粗暴刑警，鬼瓦的部下。 |
| 涉民義男 | 日野陽仁   | 陳永信   | 老頭刑警，鬼瓦的部下。 |
| 有川旭   | 日沼櫻     | 劉惠雲   | 女刑警，鬼瓦的部下。 |
| 峰岸徹朗 | 宮澤大地   | 蕭徽勇   | 資深刑警，鬼瓦的部下。 |
| 西島德太 | 大和孔太   | 李致林   | 新人刑警，鬼瓦的部下。 |
| 十條潔司 | 鳥居功太郎 | 陳灝瑋   | 書生刑警，鬼瓦的部下。 |
| 鬼瓦胖六 | 村田雄浩   | 招世亮   | 警部，澀谷東警署的名人，人稱「鬼胖」。由於被殺的倉井久三現在的住址在澀谷東警署的管轄範圍內，因此鬼胖團隊齊集兇案現場調查。 |

###### 其他
| 角色       | 演員         | 粵語配音 | 介紹 |
| 車井久三   | 大浦龍宇一   | 潘文柏   | 兩星期前在車站前的酒店工作，以前是小樽北醫院的警衛。在「小徑之館」的派對被人發現其屍體。                                                                              |
| 安中禮仁奈 | 大野絲       | 張頌欣   | 演員。真正身份是桃畑雉香。 |
| 黒岩怜里   | 唐木ちえみ   | 梁少霞   | 真正的「黒岩怜里」，黑岩樓里的姐姐。曾經是外道蘭毘的秘書，八年前樓里因甲狀腺炎住進小樽北醫院後，辭去了秘書的工作，貼身照顧妹妹。 樓里甲狀腺手術一年後，死於急性肺炎。 |
| 春川真名   | 中山こころ   | 陳皓宜   | 女侍應，將車井久三當作「爸爸友」。 |
| 野田とま子 | かとうあつき | 梁少霞   | 旭川聖母醫院的護士。 |
| 外堂壽津   | 夏樹陽子     | 沈小蘭   | 被稱為「旭川唐璜」的北海道富翁外道蘭毘的妻子，人稱「貝兒」。天生體弱多病長期住進旭川聖母醫院。                                                                        |

## 外部連結
- 預告殺人（新譯本） （页面存档备份，存于）Hayakawa Online
- 改篇作品 （页面存档备份，存于） IMDb
- 預告殺人 （页面存档备份，存于）朝日电视台
- 預告殺人 （页面存档备份，存于） --TV Asahi Video

| 香港 無綫電視J2 星期一至五23:00 - 00:00 節目 | 香港 無綫電視J2 星期一至五23:00 - 00:00 節目                        | 香港 無綫電視J2 星期一至五23:00 - 00:00 節目 |
| -------------------------------------------- | ------------------------------------------------------------------- | -------------------------------------------- |
|                                              | （2021.10.14 - 2021.10.15）                                         |                                              |
| 誘愛入局 （2021.09.06 - 2021.10.13）         | 工作細胞（23:30 - 00:00）（星期一至日） （2021.10.18 - 2021.10.31） |                                              |